# Дебарца (община)
Де́барца (макед. Општина Дебарца) — община в Северной Македонии. Расположена на юго-западе страны. Население составляет 5507 человек (2002 год).
Административный центр — село Белчишта.
Площадь территории общины 425,39 км².
Граничит с общинами Северной Македонии:
- на северо-западе с общиной Дебар;
- на севере — с общиной Другово;
- на востоке — с общиной Демир-Хисар;
- на юге — с общиной Охрид;
- на западе — с общиной Струга.

На юге территория общины выходит на северный берег Охридского озера.
В состав общины входят 30 сёл: Арбиново, Белчишта, Ботун, Брежани, Велмей, Волино, Врбяни, Годивье, Горенци, Горно-Средоречие, Грко-Поле, Долно-Средоречие, Злести, Издеглавье, Климештани, Лактинье, Лешани, Мешеишта, Мраморец, Ново-Село, Оздолени, Оровник, Песочани, Слатино, Слатински-Чифлик, Сливово, Сошани, Требеништа, Турье и Црвена-Вода.
Община образована в 2004 году, путём объединения общины Белчишта, включающая сёла в историческо-географической области Дебарца и общины Мешеишта с шестью сёлами — Волино, Горенци, Климештани, Мешеишта, Оровник и Требеништа находящиеся на равнине называемой Стружко-Поле.
Этническая структура населения в общине по переписи населения 2002 года:
- македонцы — 5334 чел.;
- албанцы — 153 чел.;
- сербы — 8 чел.;
- турки — 2 чел.;
- румыны — 1 чел.;
- остальные — 19 чел.

У села Лешани находится монастырь «Сите Свети».